# Roosevelt Skerrit
Roosevelt Skerrit (ur. 8 czerwca 1972 w Roseau) – dominicki polityk, premier Dominiki od 8 stycznia 2004. Od 2023 prezes CARICOM.

## Życiorys
Skerrit był ministrem edukacji w rządzie Pierre Charlesa, który zmarł po długiej chorobie 6 stycznia 2004. Został mianowanym premierem Dominiki 7 stycznia 2004 i zaprzysiężony dzień później, zastępując na tym stanowisku p.o. premiera Osborne’a Riviere.
Podczas wyborów parlamentarnych na Dominice, które odbyły się w maju 2005 rządząca Partia Pracy Dominiki odniosła zwycięstwo, dzięki czemu Skerrit zapewnił sobie reelekcję na urząd premiera. W kolejnych wyborach parlamentarnych w grudniu 2009 jego partia zwiększyła swój stan posiadania w parlamencie, a Skerrit zachował stanowisko szefa rządu.
Roosevelt Skerrit jest absolwentem Uniwersytetu Missisipi i członkiem rządzącej Partii Pracy Dominiki.